# Armstrong-vonal
Az Armstrong-vonal a Föld légkörében az a magassági szint, ahol a víz forráspontja az alacsony (6,3 kPa) légnyomás következtében az emberi test hőmérsékletével megegyező 37 °C. Az elnevezését Harry George Armstrongról, az Amerikai Egyesült Államok Légierőjének orvos-tábornokáról kapta, aki először észlelte magán ezt a jelenséget.. Mivel a 6,3 kPa-os nyomásszint magassága földrajzi elhelyezkedéstől függően változik, így az annak nevet adó Armstrong-vonal magassága 18 900–19 350 méter között változhat.
A vákuumközeli Armstrong-vonal alatti nyomásnak kitett ember azonnal keringési és idegrendszeri zavarokat tapasztal, amik gyors eszméletvesztéssel járnak. 60-90  másodperc után halálos kimenetelű.

## Fordítás
- Ez a szócikk részben vagy egészben  az   Armstrong limit című angol Wikipédia-szócikk fordításán alapul.  Az eredeti cikk szerkesztőit annak laptörténete sorolja fel. Ez a jelzés csupán a megfogalmazás eredetét és a szerzői jogokat jelzi, nem szolgál a cikkben szereplő információk forrásmegjelöléseként.